# 多良木町立宮ヶ野小学校
多良木町立宮ヶ野小学校（たらぎちょうりつ みやがのしょうがっこう）は、熊本県球磨郡多良木町にある公立の小学校。
2010年（平成22年）4月から休校となっている。

## 概要
歴史
1883年（明治16年）「公立迫田小学校（多良木小学校の前身）授業所」（分教場）として創立。1942年（昭和17年）に独立、1947年（昭和22年）に現校名となった。2023年（令和5年）に創立140周年（独立76年）を迎えた。
校章・校歌
通学区域
多良木町のうち「大字多良木字宮ヶ野」。休校中の現在、該当地域の児童は多良木町立多良木小学校へ通学。中学校区は多良木町立多良木中学校。

## 沿革
- 1883年（明治16年）10月 - 新山諏訪神社境内に「公立迫田小学校 授業所」（分教場）が創立。
- 1887年（明治20年）5月 - 「尋常迫田小学校 里ノ城支校」に改称。
- 1892年（明治25年）4月 - 「里ノ城尋常小学校」として独立。
- 1896年（明治29年）3月 - 里ノ城尋常小学校が廃止され、「多良木尋常小学校 宮ヶ野分教場」が設置される。
- 1907年（明治40年）3月 - 「多良木尋常高等小学校 宮ヶ野分教場」と改称。
- 1908年（明治41年）3月 - 「多良木尋常小学校 宮ヶ野分教場」と改称。
- 1923年（大正12年）4月 - 「多良木尋常高等小学校 宮ヶ野分教場」と改称。
- 1941年（昭和16年）4月1日 - 国民学校令施行により、「多良木町多良木国民学校 宮ヶ野分教場」と改称。
- 1942年（昭和17年）4月1日 - 多良木国民学校から分離し、「多良木町宮ヶ野国民学校」として独立。
- 1947年（昭和22年）4月1日 - 学制改革により、「多良木町立宮ヶ野小学校」（現校名）と改称。
- 1970年（昭和45年）2月 - 校舎を改築。鉄筋コンクリート造2階建て管理教室棟（普通教室3・特別教室2）が完成。同年、へき地集会室（体育館）が完成。
- 1983年（昭和58年）8月 - 創立100周年記念碑を建立。
- 2010年（平成22年）4月1日 - 休校となる。

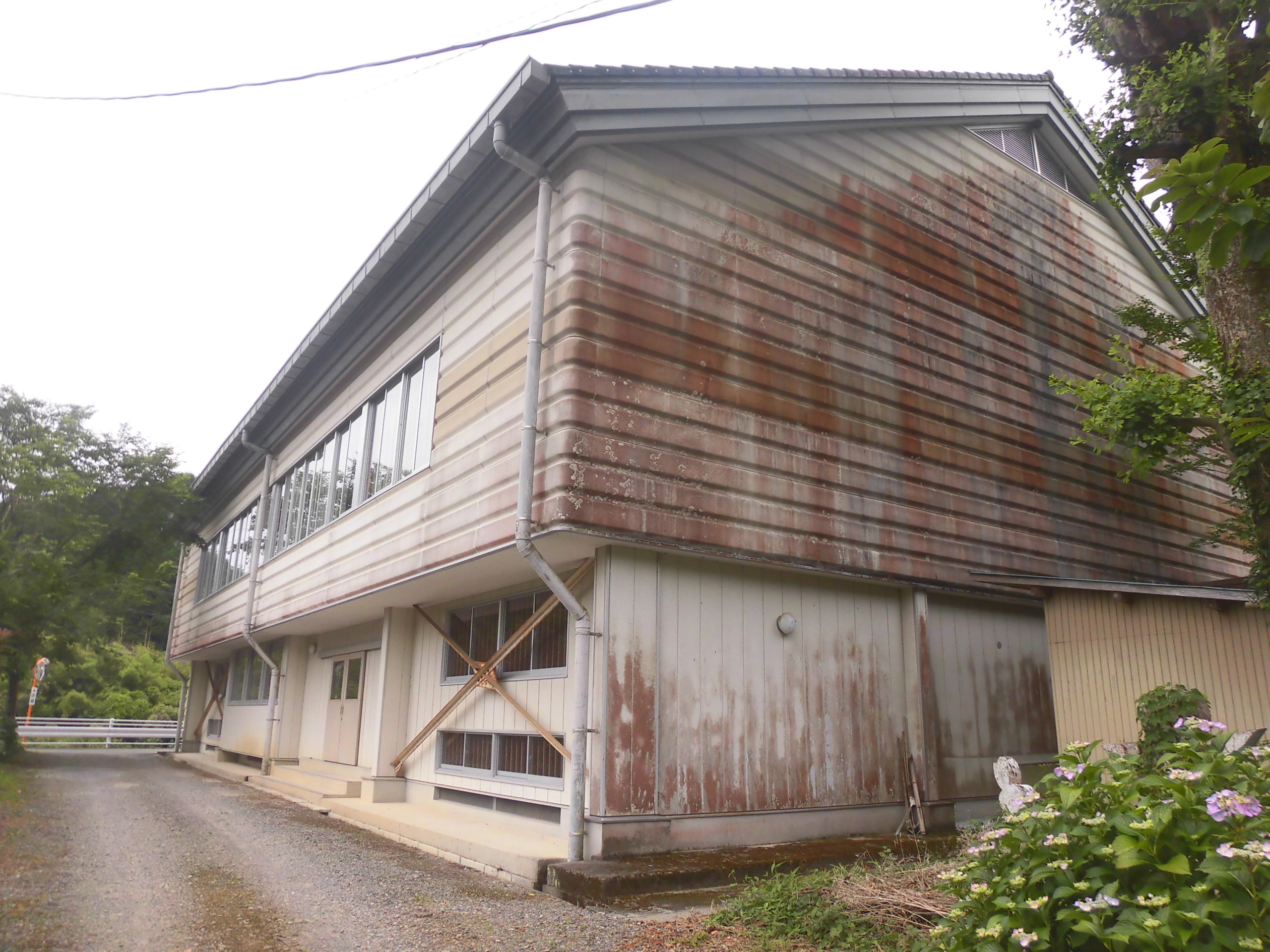
体育館
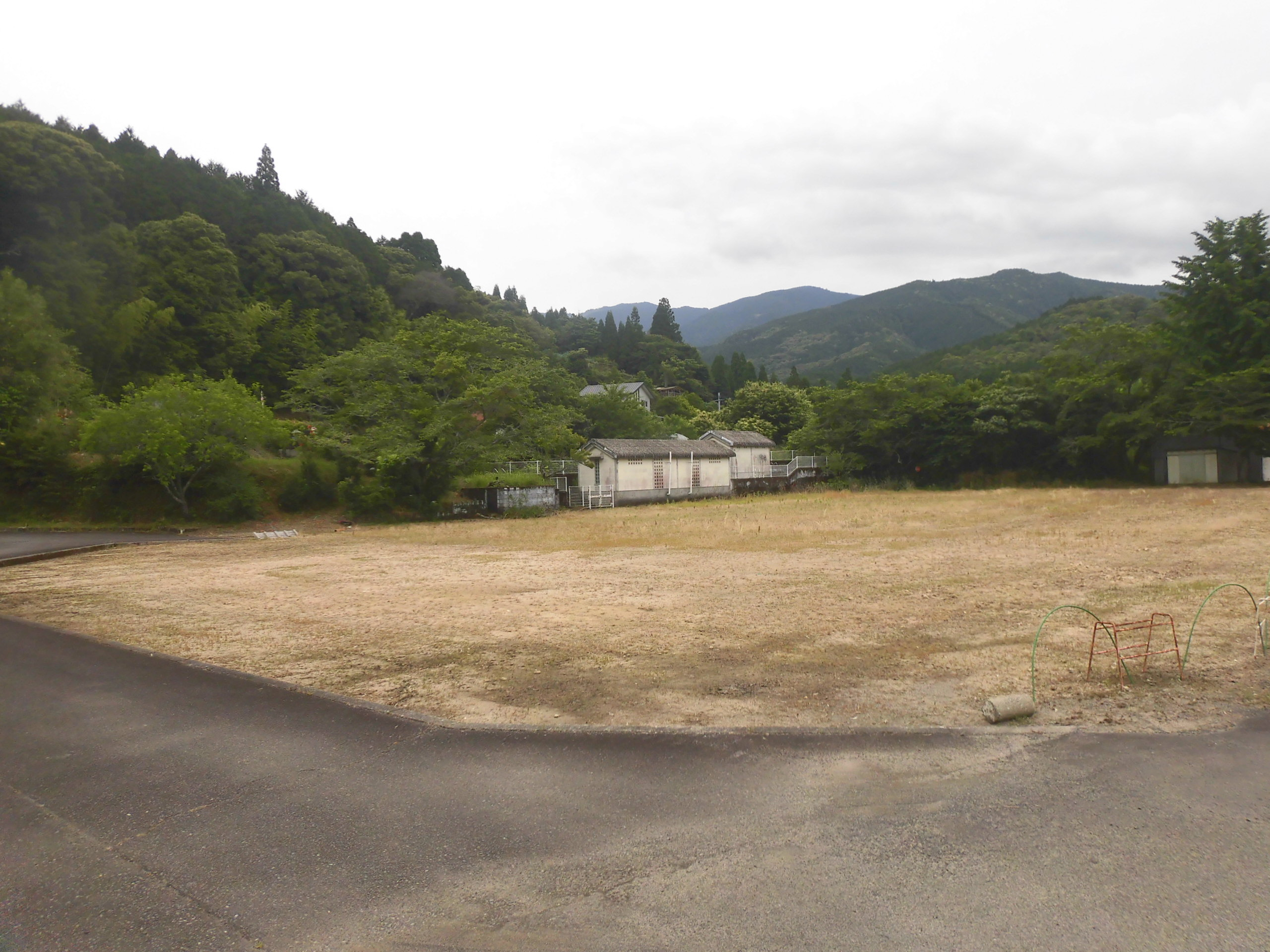
運動場 （奥はプール）
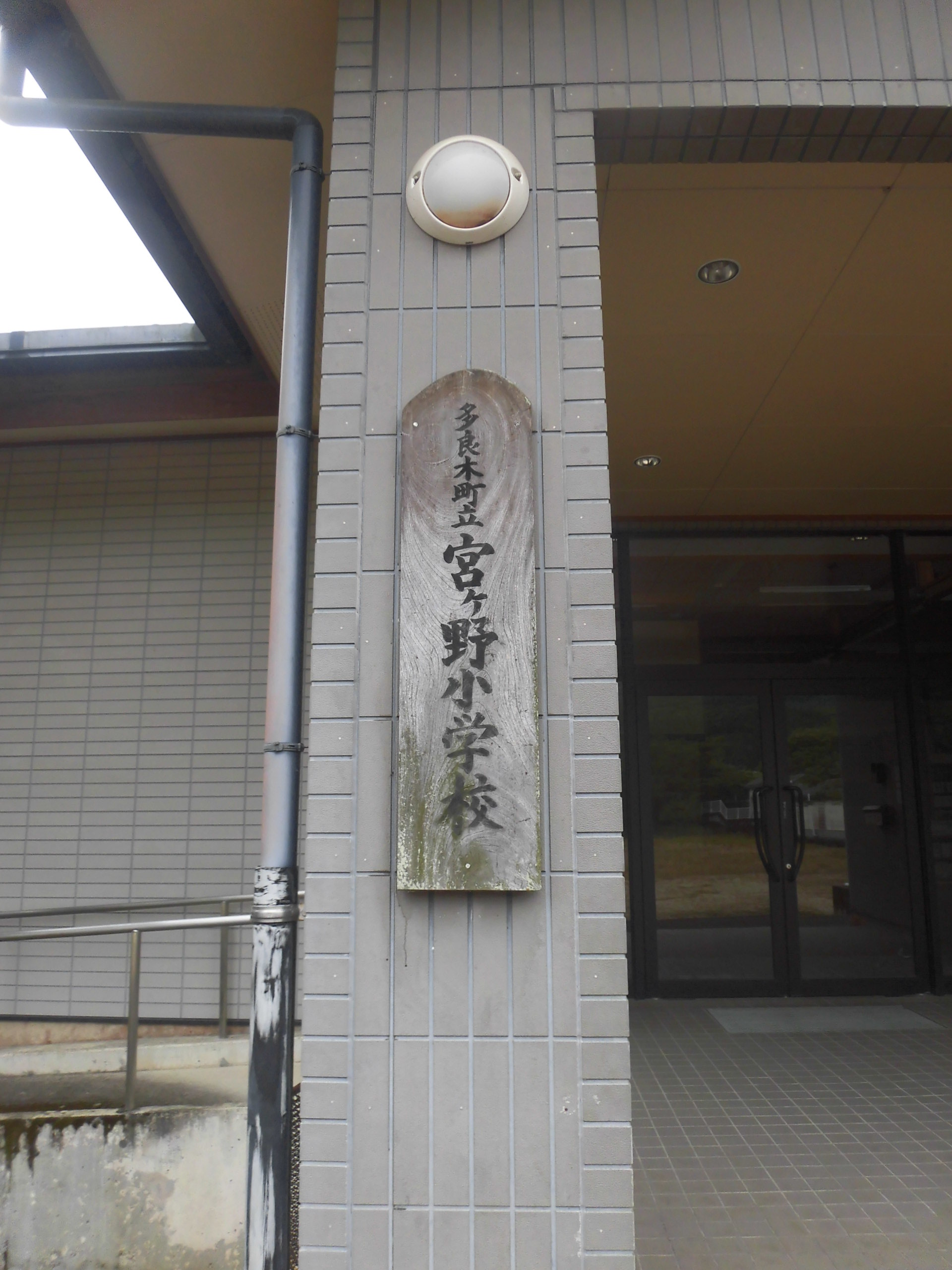
表札
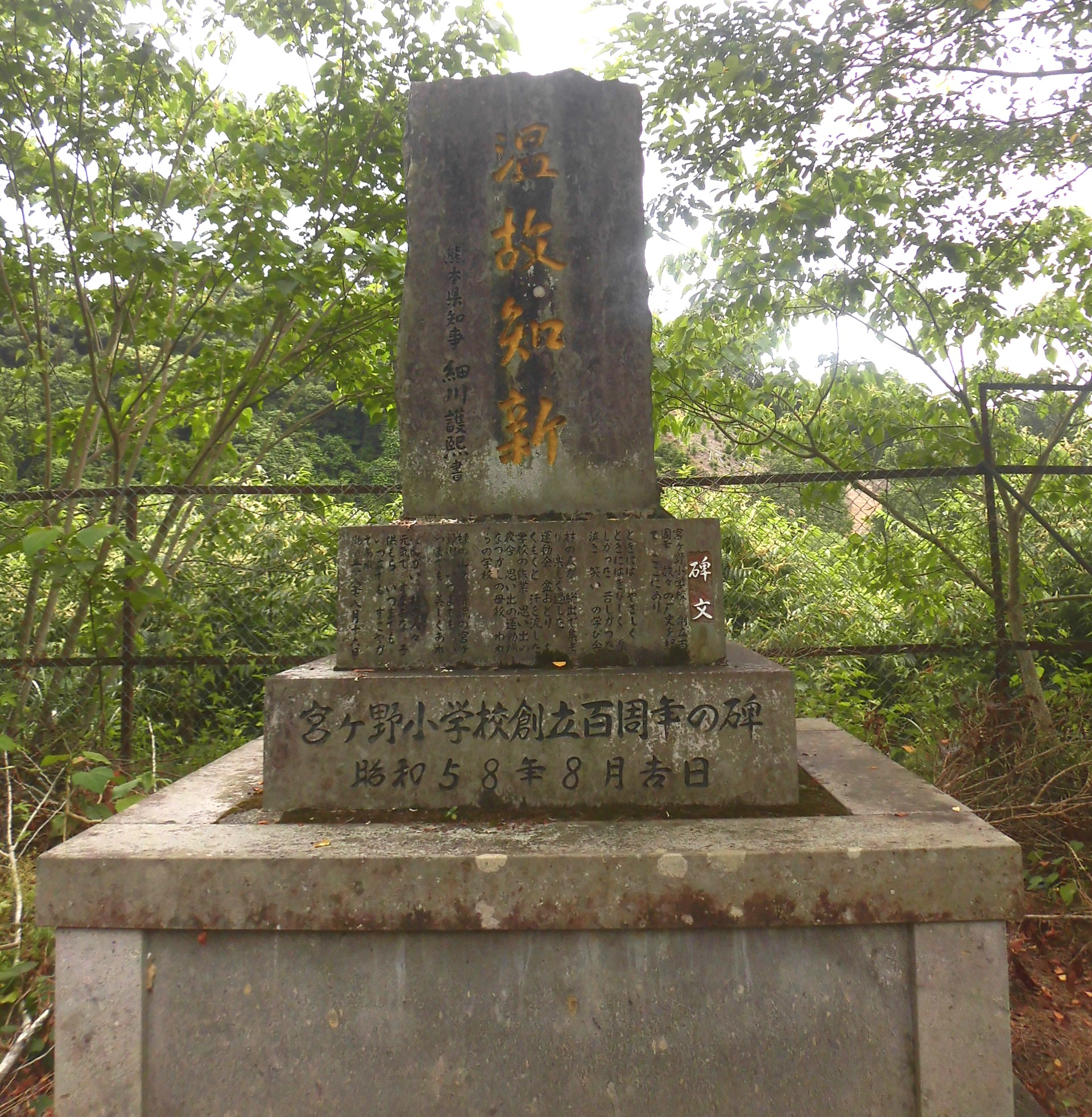
創立100周年記念碑

## 交通アクセス
最寄りの幹線道路
- 熊本県道266号梶屋多良木線

## 周辺
- 宮ヶ野川